# Гравировка

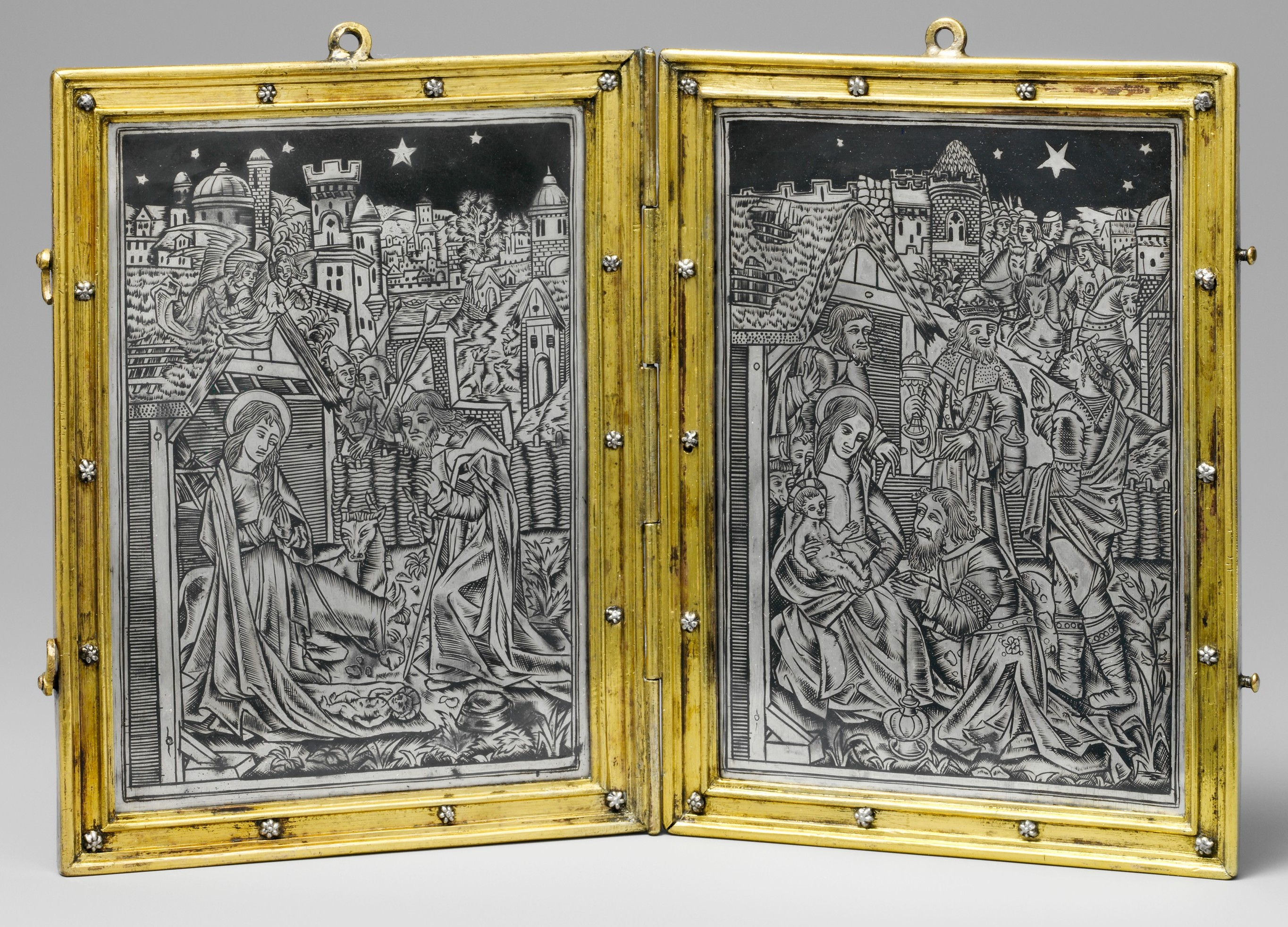
Диптих. Рождество и Поклонение Младенцу. Ок. 1500 г. Франция. Серебро, ниелло. Метрополитен-музей, Нью-Йорк

Гравиро́вка (от нем. gravieren, фр. graver — резать, вырезать на чём-либо) — нанесение углублённого рисунка, надписи, орнамента, ручным или механическим способом на поверхность металла, камня, дерева, стекла. Понятие гравировки следует отличать от гравирова́ния, под которым подразумевают способ, процесс и технику обработки печатной формы для гравюры. Понятие «гравирование» применяют к области станко́вого искусства, а «гравировку» — в отношении изделий ювелирного и декоративно-прикладного искусства. В устаревших справочных и популярных изданиях различиям этих понятий обычно не придавали значения.
Архаическая форма гравировки — сграффито: техника изображения и разновидность декорирования, которая заключается в нанесении на основу, например кирпичную стену или поверхность керамического изделия, двух и более различных по цвету слоёв кроющего материала (цемента, штукатурки, ангоба) с последующим частичным процарапыванием по заданному рисунку. В античности было распространено искусство гравировки по твёрдому камню, позднее получившее название глиптика.

## Гравировка по металлу
Гравировка по металлу издавна применялась для украшения ювелирных изделий, посуды, парадных сервизов, воинских доспехов и дорогого оружия. Наивысший подъём искусство гравировки по металлу, главным образом по серебру, испытало в XVI—XVIII веках, сначала в Италии, в эпоху Возрождения, а затем в странах Центральной Европы: в южной Германии и Богемии. Главными центрами производства изделий из позолоченного серебра были свободные имперские города Аугсбург и Нюрнберг, славные своими ремесленными традициями. Немецкие златокузнецы (нем. Goldschmiede) в совершенстве владели различными техниками торевтики, в том числе:
- пуансирования — техники декорирования изделий с помощью специального инструмента: ударами молотка по пуансону (фр. poinçon — шило, пробойник). В отличие от обычного пробойника пуансон имеет на торце рельефное клеймо, повторенное многократно, оно создаёт особую фактуру фона;
- гравировки — резьбы штихелем;
- канфарения — работы канфарником, равномерным «офактуриванием» поверхности мелкими точками, насечками, линиями, штрихами;
- таушировки — гравировки с последующей интарсией (врезанием) металла другого цвета, например медной, латунной или золотой проволоки; другое название — насечка;
- чеканки — обработки поверхности ударами молотка по чекану — долоту с закруглённой рабочей кромкой (не следует путать с дифовкой, или выколоткой);
- ниелло (итал. niello, от лат. nigellus, уменьшит. от niger — чёрный), или черни — чернения гравированного рисунка специальным составом из смеси свинца и меди с последующим обжигом[3][4].

Технология выемчатой эмали по металлу также связана с гравировкой. Она называется шамплеве́ (фр. champlevé — «вскопанное поле»). Так же именовали приём гравирования керамических плиток для пола с последующим заполнением гравированных углублений разноцветной глиной. Гравировка широко применяется в ювелирном искусстве: по серебру, кости, перламутру.

## Гравировка по стеклу
Гравировка по стеклу применялась в античности аналогично технике гравировки по горному хрусталю и твёрдому камню: на станке, подобном токарному, но с лучковым приводом, медным колёсиком с абразивом из смеси масла и алмазной пыли либо корунда. Такая техника позволяла создавать тончайший матовый рисунок, выглядевший на стекле подобно гравюре, светлым по тёмному полю, а с оборотной стороны прозрачного стекла кажущийся выпуклым, рельефным. Выдающимися художниками гравировки по стеклу были мастера богемского хрусталя XVII—XVIII веков. Один из самых известных мастеров — нюрнбергский гравёр, ювелир и резчик по камню Каспар Леман (1570—1622). С 1588 года мастер работал при дворе императора Рудольфа II в Праге. В 1606–1608 годах Леман работал в Саксонии, в Дрездене. Гравировку стекла на вращающемся круге (англ. wheel engraving; не путать с «алмазной гранью») использовали английские мастера.
Другая техника называется «алмазным пунктированием» (точечным рисунком). В этой технике используется стальной пуансон с алмазным (в новое время — победитовым) наконечником. Лёгкими ударами молотка по пунсону (или деликатным постукиванием) по поверхности стекла создаются мельчайшие точки-сколы, образующие требуемый рисунок. Виртуозами этого способа декорирования стеклянных изделий (англ. diamond-points) были голландские и английские мастера XVII—XVIII веков. Такая техника похожа на пунктир в гравюре по металлу. Гравировка на стекле получила также развитие в Силезии и в России эпохи петровского барокко первой четверти XVIII века.

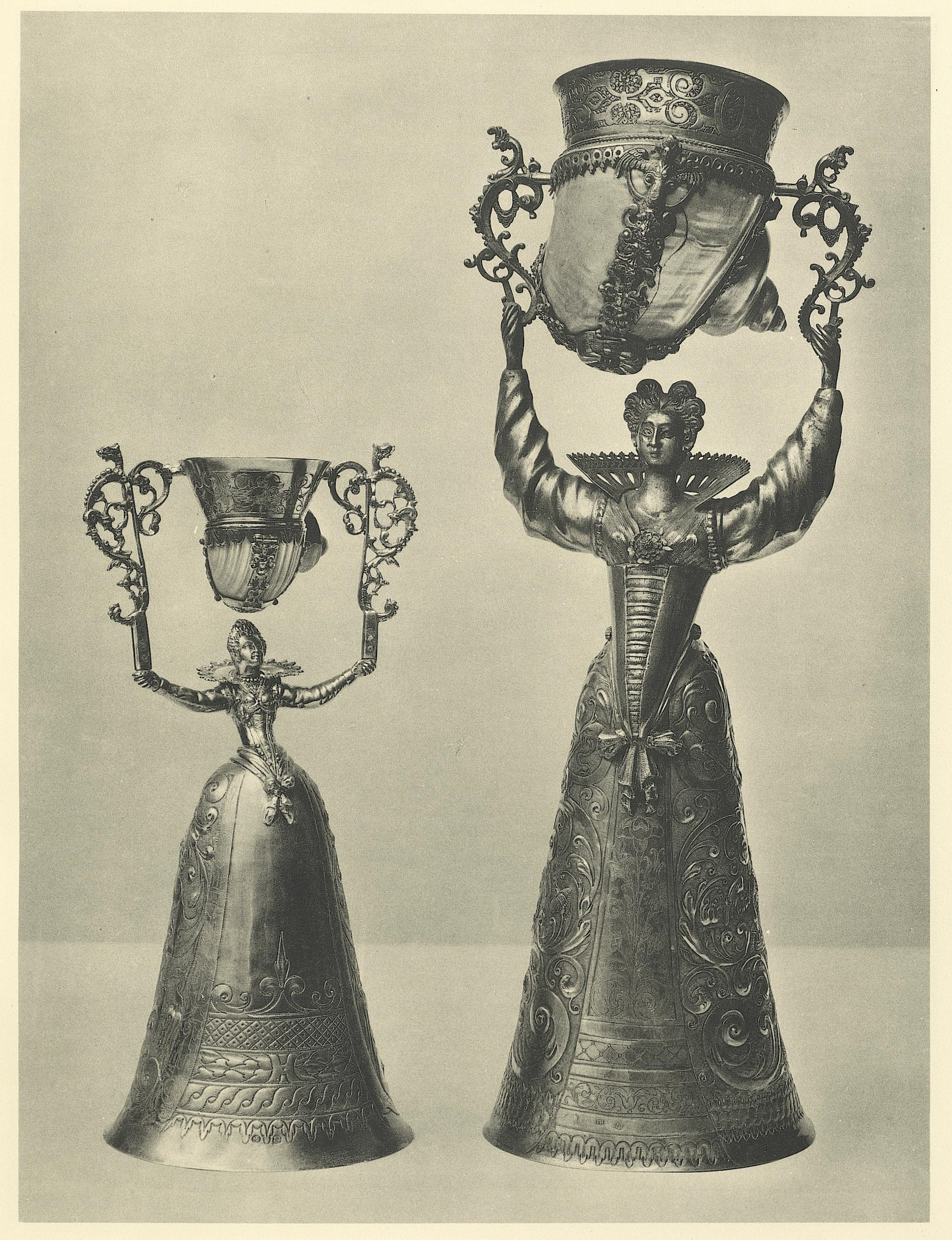
Кубки «юнгфрау». 1580. Нюрнберг. Гравировка по серебру. Грюнес Гевёльбе, Дрезден
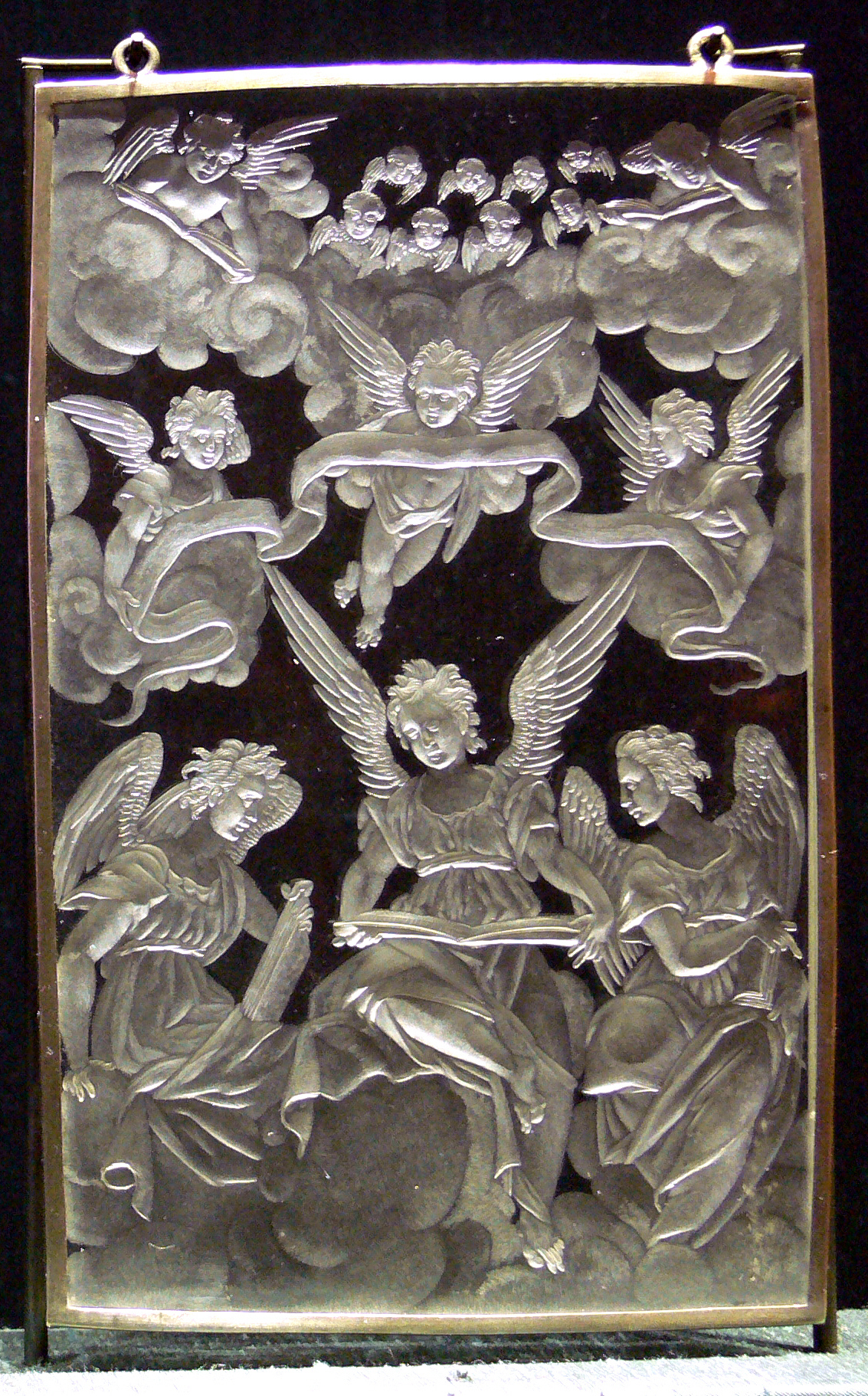
Каспар Леман. Плакетка «Музицирующие ангелы». 1586—1588. Стекло, гравировка. Баварский национальный музей, Мюнхен
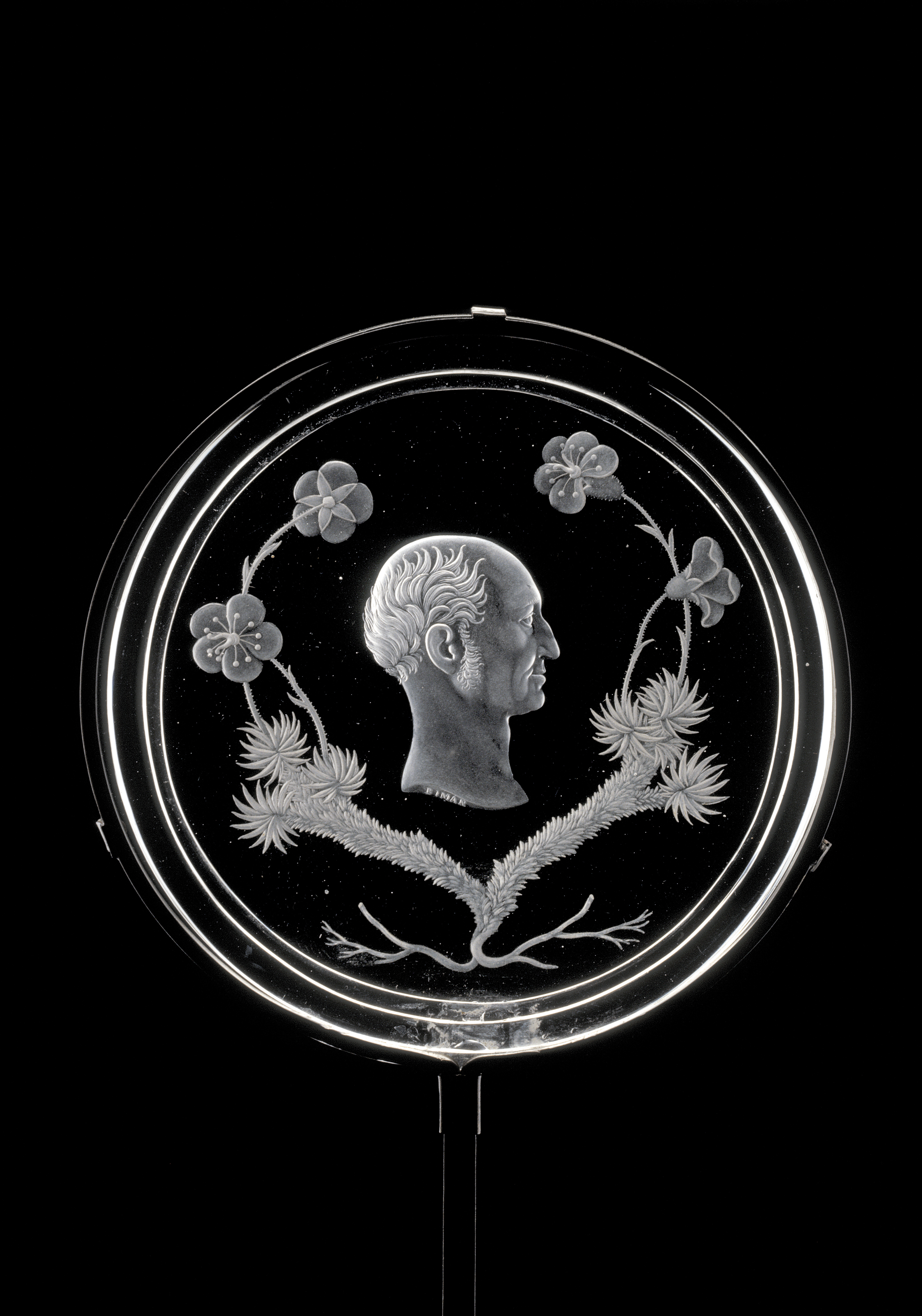
Д. Биман. Медальон с профильным портретом К. Марии, графа Штернберка. 1830. Хрусталь, гравировка. Художественно-промышленный музей, Прага

В XX—XXI веках в похожих случаях используется лазер. Лазерная гравировка позволяет добиться чёткого нанесения на материал букв или рисунка, делать острые углы, наносить рисунки различной плотности. В зависимости от настроек лазера может происходить изменение структуры и цвета или испарение тонкого наружного слоя материала. Методом лазерной гравировки изготавливают таблички, жетоны, брелоки, наносят надписи, узоры и сложные изображения на сувениры, подарки, разнообразные изделия из множества материалов.

## См. также

«Кокосовый кубок». 1656. Гравировка по скорлупе кокоса. Грюнес Гевёльбе, Дрезден